# 陈彪
陈彪（1923年11月23日—1993年11月10日失蹤），字达聪，福建福州人，生于北京（另一说生于福州），中国天文学家，中国科学院院士，博士生导师。1993年失踪。

## 生平
陈彪祖籍福建省闽侯县螺洲（今属福州市仓山区），为当地名门陈氏家族陈若霖、陈宝琛后代。童年随父各地迁任，1933年在杭州小学毕业，1937年夏考入福州英华中学（福建师大附中前身）并于1938-1940年间就读（另一说1938年初中毕业），1941年夏于成都蜀华中学高中毕业，随后考入国立西南联合大学工学院土木工程系就读一年，次年转入重庆交通大学电机系就读半学期，随后因病休学1年。1943年夏考入（转学至）成都金陵大学物理系二年级，1946年毕业后分别在台湾大学物理系和南京金陵大学物理系任教。1946年至1950年间，曾自学德语、俄语并补学近代物理理论。1947年6月（另有说8月、9月），经恩师李珩介绍进入中央研究院天文研究所任助理员，月薪160元。
1949年4月23日，解放军进入南京。天文研究所受国民政府令，于三个月前一行9人携带图书仪器75箱迁往上海，直至9月14日返回南京。留守的陈彪等6人（陈遵妫、沈晓青等），见国民党军队向紫金山一带撤退，担心山上仪器受损，于是打电话与城内解放军取得联系。次日解放军进驻并将天文台作重要目标保护。
1949年后，长期任职于紫金山天文台，从事太阳物理等科学研究。
1980年5月（另一说1980年11月）当选中国科学院数学物理学部委员（院士），后入选部常委。1980年7月任云南天文台台长（另有说1982年至1985年间或1982年至1986年间任台长；或1982年5月至1985年8月兼任台长，1985年10月起名誉台长），后出任名誉台长。
1993年在南京参与组建华东天体物理研究中心。
1993年2月参加在云南天文台举行的中国首届日震学讨论会。
1993年11月10日（另一说1992年11月10日上午6时），陈彪在从中国科学院南京土壤研究所前往南京大学天文系参加首届天体物理力学讨论会的途中失踪，此后下落不明。
1994年6月20日，中共江苏省委批准发表关于陈彪的寻人启事。紫金山天文台通过中国科学院科技安全局、江苏省公安厅，先后在扬子晚报、浙江日报、新民晚报、福建日报、云南日报、四川日报、中国科学报、人民公安报等八家报纸上刊登寻人启事。
各文献记载陈彪失踪、离世或在世的情况不一。

## 成就
长期组织推进中国的太阳物理观测研究、发展并作出重要贡献。被誉为中国现代天体物理学奠基人之一。
1950年代为中国太阳物理观测研究的布局和发展提出整体规划建议，并作出相关成果。为中科院北京天文台、云南天文台太阳观测站早期建设做出大量工作。参与组织协调第19~22次太阳峰年观测活动、1983年昆明太阳物理国际研讨会（国际太阳物理和日地间传播现象学术研讨会）。
历任中国科学院紫金山天文台副研究员、研究员、太阳物理研究组组长、理论天文研究室主任、台长、名誉台长，中国天文学会理事，《中国大百科全书》天文卷太阳物理分支学科主编等。
曾任国际天文学联合会会员、国际科学联合会日地物理委员会太阳物理科学代表（另一说“国际科学联合会空间科学委员会太阳专业代表”）、国际《太阳物理》（Solar Physics）杂志编委（1985年-1988年）等职。多次出席国际学术会议和组织国际性天文学术活动。

## 家庭
陈彪出身福州，家中排行老三、长子。父亲陈体诚，毕业于上海交通部工业专门学校（交通大学前身）土木工程科，曾由北京政府交通部选派留学美国，回国后在北洋工学院任教，曾出任全国经济委员会公路处处长、福建省建设厅厅长兼财政厅厅长、中国工程学会会长、北京大学教授、浙江公路局局长等职。因主持西南军运，陈体诚于1941年举家迁至昆明，1942年夏赴滇西前线督运，沾染斑疹伤寒，回昆明不久后病故。此后陈彪之母徐幼玉随6名子女迁至成都华西坝附近草舍，1967年文革期间陈彪之母被遣送回福州，多年后平反回到北京，1983年病逝。
大姐陈纶，1947年到美国，获博士学位，从事生物化学研究。二姐陈缃，北京301医院检验科专家。大妹陈纲，清华大学毕业后任北京工业大学教授。小妹陈绥，中国人民大学毕业后组织分配到苏联留学，攻读法律，后在中国社会科学院工作，1991年去世。弟弟陈篪，字达奇，断裂力学专家，清华大学物理系毕业并留校任教，曾任冶金部钢铁研究院金属物理室主任等职，也曾在鞍钢工作（中心实验室、金属实验室主任）、多次赴苏联学习，1975年秋确诊甲状腺癌，1978年病逝。
妻子郝文英是土壤微生物学家。